# Armintie Price
Armintie Ada (Price) Herrington (Milwaukee, 3 de abril de 1985) es una baloncestista estadounidense retirada de la Women's National Basketball Association (WNBA) que ocupaba la posición de base.
Fue reclutada por los Chicago Sky en el Draft de la WNBA de 2007 en la 3ª posición de la primera ronda; militó en ese equipo hasta 2009 para arribar luego a los Atlanta Dream (2009–2013), Los Angeles Sparks (2014) y los Washington Mystics (2015).
En 2006 y 2007 fue nombrada la jugadora defensiva del año por la Southeastern Conference, mientras que en 2007 fue galardonada como Rookie del Año de la WNBA.

## Estadísticas

### Totales
| Año                                                                                              | Equipo | J   | JI  | MJ   | TC  | ITC  | TC%  | 3P | 3PA | 3P%  | 2P  | 2PA  | 2P%  | TL  | ITL | TL%  | RBO | RBD | RBT | AST | STL | BLK | TOV | PF  | PTS  |
| ------------------------------------------------------------------------------------------------ | ------ | --- | --- | ---- | --- | ---- | ---- | -- | --- | ---- | --- | ---- | ---- | --- | --- | ---- | --- | --- | --- | --- | --- | --- | --- | --- | ---- |
| 2007                                                                                             | CHI    | 34  | 34  | 893  | 95  | 232  | .409 | 1  | 3   | .333 | 94  | 229  | .410 | 78  | 151 | .517 | 83  | 121 | 204 | 99  | 40  | 7   | 59  | 67  | 269  |
| 2008                                                                                             | CHI    | 34  | 11  | 763  | 85  | 194  | .438 | 0  | 1   | .000 | 85  | 193  | .440 | 65  | 125 | .520 | 57  | 68  | 125 | 59  | 36  | 12  | 50  | 79  | 235  |
| 2009                                                                                             | TOT    | 33  | 0   | 421  | 32  | 84   | .381 | 0  | 0   |      | 32  | 84   | .381 | 29  | 50  | .580 | 32  | 43  | 75  | 30  | 15  | 3   | 27  | 44  | 93   |
| 2009                                                                                             | CHI    | 22  | 0   | 323  | 27  | 70   | .386 | 0  | 0   |      | 27  | 70   | .386 | 23  | 40  | .575 | 25  | 34  | 59  | 26  | 12  | 1   | 18  | 32  | 77   |
| 2009                                                                                             | ATL    | 11  | 0   | 98   | 5   | 14   | .357 | 0  | 0   |      | 5   | 14   | .357 | 6   | 10  | .600 | 7   | 9   | 16  | 4   | 3   | 2   | 9   | 12  | 16   |
| 2010                                                                                             | ATL    | 34  | 0   | 561  | 53  | 137  | .387 | 0  | 4   | .000 | 53  | 133  | .398 | 60  | 101 | .594 | 42  | 60  | 102 | 62  | 30  | 2   | 36  | 51  | 166  |
| 2011                                                                                             | ATL    | 34  | 21  | 797  | 108 | 208  | .519 | 0  | 2   | .000 | 108 | 206  | .524 | 73  | 120 | .608 | 51  | 50  | 101 | 96  | 52  | 2   | 49  | 61  | 289  |
| 2012                                                                                             | ATL    | 34  | 33  | 904  | 108 | 212  | .509 | 0  | 2   | .000 | 108 | 210  | .514 | 71  | 118 | .602 | 63  | 62  | 125 | 85  | 39  | 10  | 59  | 75  | 287  |
| 2013                                                                                             | ATL    | 28  | 26  | 838  | 78  | 167  | .467 | 0  | 0   |      | 78  | 167  | .467 | 39  | 66  | .591 | 43  | 52  | 95  | 67  | 65  | 3   | 52  | 55  | 195  |
| 2014                                                                                             | LAS    | 34  | 17  | 788  | 59  | 123  | .480 | 0  | 1   | .000 | 59  | 122  | .484 | 16  | 35  | .457 | 41  | 53  | 94  | 67  | 51  | 6   | 33  | 65  | 134  |
| 2015                                                                                             | WAS    | 25  | 3   | 260  | 18  | 43   | .419 | 0  | 1   | .000 | 18  | 42   | .429 | 6   | 15  | .400 | 16  | 30  | 46  | 26  | 13  | 1   | 15  | 28  | 42   |
| Carrera                                                                                          |        | 290 | 145 | 6225 | 636 | 1400 | .454 | 1  | 14  | .071 | 635 | 1386 | .458 | 437 | 781 | .560 | 428 | 539 | 967 | 591 | 341 | 46  | 380 | 525 | 1710 |
| Notas: J=Juegos; JI=Juegos iniciales; MJ=Minutos jugados; ITC=Intentos de TC; ITL=Intentos de TL |        |     |     |      |     |      |      |    |     |      |     |      |      |     |     |      |     |     |     |     |     |     |     |     |      |

### Por juego
| Año                                                                                              | Equipo | J   | JI  | MJ   | TC  | ITC | TC%  | 3P  | 3PA | 3P%  | 2P  | 2PA | 2P%  | TL  | ITL | TL%  | RBO | RBD | RBT | AST | STL | BLK | TOV | PF  | PTS |
| ------------------------------------------------------------------------------------------------ | ------ | --- | --- | ---- | --- | --- | ---- | --- | --- | ---- | --- | --- | ---- | --- | --- | ---- | --- | --- | --- | --- | --- | --- | --- | --- | --- |
| 2007                                                                                             | CHI    | 34  | 34  | 26.3 | 2.8 | 6.8 | .409 | 0.0 | 0.1 | .333 | 2.8 | 6.7 | .410 | 2.3 | 4.4 | .517 | 2.4 | 3.6 | 6.0 | 2.9 | 1.2 | 0.2 | 1.7 | 2.0 | 7.9 |
| 2008                                                                                             | CHI    | 34  | 11  | 22.4 | 2.5 | 5.7 | .438 | 0.0 | 0.0 | .000 | 2.5 | 5.7 | .440 | 1.9 | 3.7 | .520 | 1.7 | 2.0 | 3.7 | 1.7 | 1.1 | 0.4 | 1.5 | 2.3 | 6.9 |
| 2009                                                                                             | TOT    | 33  | 0   | 12.8 | 1.0 | 2.5 | .381 | 0.0 | 0.0 |      | 1.0 | 2.5 | .381 | 0.9 | 1.5 | .580 | 1.0 | 1.3 | 2.3 | 0.9 | 0.5 | 0.1 | 0.8 | 1.3 | 2.8 |
| 2009                                                                                             | CHI    | 22  | 0   | 14.7 | 1.2 | 3.2 | .386 | 0.0 | 0.0 |      | 1.2 | 3.2 | .386 | 1.0 | 1.8 | .575 | 1.1 | 1.5 | 2.7 | 1.2 | 0.5 | 0.0 | 0.8 | 1.5 | 3.5 |
| 2009                                                                                             | ATL    | 11  | 0   | 8.9  | 0.5 | 1.3 | .357 | 0.0 | 0.0 |      | 0.5 | 1.3 | .357 | 0.5 | 0.9 | .600 | 0.6 | 0.8 | 1.5 | 0.4 | 0.3 | 0.2 | 0.8 | 1.1 | 1.5 |
| 2010                                                                                             | ATL    | 34  | 0   | 16.5 | 1.6 | 4.0 | .387 | 0.0 | 0.1 | .000 | 1.6 | 3.9 | .398 | 1.8 | 3.0 | .594 | 1.2 | 1.8 | 3.0 | 1.8 | 0.9 | 0.1 | 1.1 | 1.5 | 4.9 |
| 2011                                                                                             | ATL    | 34  | 21  | 23.4 | 3.2 | 6.1 | .519 | 0.0 | 0.1 | .000 | 3.2 | 6.1 | .524 | 2.1 | 3.5 | .608 | 1.5 | 1.5 | 3.0 | 2.8 | 1.5 | 0.1 | 1.4 | 1.8 | 8.5 |
| 2012                                                                                             | ATL    | 34  | 33  | 26.6 | 3.2 | 6.2 | .509 | 0.0 | 0.1 | .000 | 3.2 | 6.2 | .514 | 2.1 | 3.5 | .602 | 1.9 | 1.8 | 3.7 | 2.5 | 1.1 | 0.3 | 1.7 | 2.2 | 8.4 |
| 2013                                                                                             | ATL    | 28  | 26  | 29.9 | 2.8 | 6.0 | .467 | 0.0 | 0.0 |      | 2.8 | 6.0 | .467 | 1.4 | 2.4 | .591 | 1.5 | 1.9 | 3.4 | 2.4 | 2.3 | 0.1 | 1.9 | 2.0 | 7.0 |
| 2014                                                                                             | LAS    | 34  | 17  | 23.2 | 1.7 | 3.6 | .480 | 0.0 | 0.0 | .000 | 1.7 | 3.6 | .484 | 0.5 | 1.0 | .457 | 1.2 | 1.6 | 2.8 | 2.0 | 1.5 | 0.2 | 1.0 | 1.9 | 3.9 |
| 2015                                                                                             | WAS    | 25  | 3   | 10.4 | 0.7 | 1.7 | .419 | 0.0 | 0.0 | .000 | 0.7 | 1.7 | .429 | 0.2 | 0.6 | .400 | 0.6 | 1.2 | 1.8 | 1.0 | 0.5 | 0.0 | 0.6 | 1.1 | 1.7 |
| Carrera                                                                                          |        | 290 | 145 | 21.5 | 2.2 | 4.8 | .454 | 0.0 | 0.0 | .071 | 2.2 | 4.8 | .458 | 1.5 | 2.7 | .560 | 1.5 | 1.9 | 3.3 | 2.0 | 1.2 | 0.2 | 1.3 | 1.8 | 5.9 |
| Notas: J=Juegos; JI=Juegos iniciales; MJ=Minutos jugados; ITC=Intentos de TC; ITL=Intentos de TL |        |     |     |      |     |     |      |     |     |      |     |     |      |     |     |      |     |     |     |     |     |     |     |     |     |